# Bányató (Mezőkovácsháza)
A mezőkovácsházi bányató egyedi tájértékű védettségű megóvandó terület Mezőkovácsháza határától 500 méterre, a Mezőkovácsháza-Medgyesegyháza kövesút mellett. A bányató 7,77 hektár területen fekszik, amelyből a vízfelület 3,53 hektár. A tó és közvetlen környezete értékes flórával és faunával rendelkezik. Régi víztérkódja: 001095, új víztérkódja: 04-069-1-4.
A tavat és a hozzá tartozó parti szakaszt a mezőkovácsházi Városi önkormányzat védetté nyilvánította.

## A tó környékének flórája
A tó partját igen változatos növényvilág veszi körbe. Több évtizedes ezüstnyárfák, szomorú és csavart fűzfák, akácos és borókafenyők, különböző cserjék. A parton körben őshonos gyógy- és gyomnövények, amelyek mára már ősgyepnek tekinthetők. A tó környéke jelentős nádassal rendelkezik, amelynek az éves rendszeres gondozása vágással történik, a nádban fészkelő madarak számára az élőhely biztosítása érdekében. A tóparton megtalálható az Európában is ritkaságnak számító sajkafű.

## A tó és környezetének faunája
A tó és környezetének állatvilága igen gazdag.
A tóban található halak: Ponty, süllő, csuka, harcsa, amur, durbincs, keszeg félék, kárász, busa, törpeharcsa, balin. 
A tóban és környékén tavikagyló és festőkagyló, éticsiga, bokorcsiga, szalagos karcsú szitakötő, kék légi vadász, alföldi és déli szitakötők, valamint számos nappali és éjszakai lepkefaj is megtalálható. A bogarak közül közismert a nagy búvárbogár.
A kétéltűek közül megtalálható itt a barna varangy, a zöld varangy, a zöld leveli béka, valamint a kecskebéka. A hüllőket a vízisikló, a mocsári teknős, a fürge gyík és zöld gyík képviseli.
A tó és környéke igen gazdag emlősállatokban: sün, vakond, mezei pocok, cickányok, házi egér, vándorpatkány, hörcsög, őz, mezei nyúl, róka, nyest, menyét, görény, közönséges denevér és korai denevér is megfigyelhető, többségük rejtett életmódja miatt csak a kora hajnali, vagy a késő esti órákban.
Az élőhely legszínesebb és leglátványosabb értékét a madarak képezik. Az év egészében, vagy bizonyos időszakában a következő madarak figyelhetők meg a tavon és környékén: kakukk, fácán, tőkés réce, csörgő réce, vetési lúd, szárcsa, nádirigó, foltos és cserregő nádiposzáta, fehér gólya, búbos vöcsök, bakcsó, szürke gém, bíbic, balkáni gerle, vadgerle, zöld küllő, kis fakopáncs, búbos banka, búbospacsirta, mezei pacsirta, füsti fecske, molnárfecske, sárgarigó, fekete rigó, fenyőrigó, széncinege, fülemüle, barázdabillegető, sárga billegető, tövisszúró gébics, seregély, házi veréb, mezei veréb, tengelic, dolmányos varjú, egerészölyv, barna rétihéja, karvaly, vörös vércse, kék vércse, gyöngybagoly, kuvik, réti fülesbagoly.

## A tó használata
A tavon bárki horgászhat, aki horgászjeggyel rendelkezik. A bányató intenzíven telepített, ezért fajlagos fogási tilalom nincs. A tavon történő horgászatot a helyi horgászrend szabályozza. Rendszeresek a horgászversenyek, amelyek közül a legnagyobb hagyománya a május 1-én rendezett versenynek van.